# Roland Nilsson
Roland Nilsson (n. 27 noiembrie, 1963) este un fost fotbalist suedez. A fost convocat de 116 ori în echipa națională a Suediei cu care a ajuns în semifinala Campionatului Mondial din 1994.